# Monument de Sàtir
Monument de Sàtir (Satyri monumentum, Σατύρου μνῆμα) fou un monument consistent en una muntanya de terra a un cap a l'est del Bòsfor Cimmeri, una mica al sud d'Akhilleon; fou erigit en honor de Sàtir I (rei del Bòsfor vers 407-393 aC). El turo de Koukouba s'ha identificar com el lloc del monument.